# رانوانتالاوا
رانوانتالاوا (به لاتین: Ranwantalawa) یک منطقهٔ مسکونی در سری‌لانکا است که در استان مرکزی (سری‌لانکا) واقع شده‌است.